# Klaviertrio op. 1,2 (Beethoven)
Das Klaviertrio op. 1,2 G-Dur ist das zweite von drei Klaviertrios, die Ludwig van Beethoven im Jahre 1795 unter der Opus-Nummer 1 publizierte. Die anderen beiden sind das Klaviertrio op. 1,1 in Es-Dur und das Klaviertrio op. 1,3 in c-Moll.

## Entstehung
Vor der Komposition der Klaviertrios op. 1 hatte sich Beethoven über die Komposition von Klavierquartetten – mit Wolfgang Amadeus Mozart als Vorbild – der Gattung des Klaviertrios genähert. Die Klaviertrios op. 1 entstanden zum Großteil in den Jahren 1793 und 1794. Sie sind Beethovens Gönner und Förderer Karl Lichnowsky gewidmet, der erste private Aufführungen der Trios ermöglichte und 1795 den von Artaria veröffentlichten Erstdruck finanzierte. Im Rahmen der Veröffentlichung erhielten die Klaviertrios die Opus-Nummer 1, wodurch Beethoven möglicherweise betonen wollte, dass er die Klaviertrios als seine ersten vollwertigen Kompositionen ansah; diese Nummerierung könnte allerdings auch auf Fürst Lichnowsky zurückgehen.

## Zur Musik

### Erster Satz: Adagio – Allegro vivace
Das Klaviertrio op. 1,2 ist in der Werksgruppe des op. 1 das einzige Klaviertrio, dessen Kopfsatz eine langsame Einleitung vorausgeht. Der erste Satz des G-Dur-Trios wird von einem 27-taktigen Adagio eingeleitet, das bereits das Thema des folgenden Allegro vorwegnimmt. Das Hauptthema wird von der Violine – im Gegensatz zum Allegro mit einem Dreiklang kombiniert – vorgetragen sowie im Klavier angedeutet. Zudem findet sich in der Einleitung eine aufsteigende punktierte Dreiklangsbrechung im Stil einer Französischen Ouvertüre, was an den Beginn von Beethovens Cellosonate Nr. 2 erinnert.
Im weiteren Verlauf findet der Satz vergleichsweise langsam zu der Grundtonart G-Dur. Zum anderen werden die Violin- und Cellostimme motivisch und kontrapunktisch miteinander verwoben, indem eine von der Violine vorgegebene Viertongruppe vom Cello aufgegriffen wird. Dieses von Alexander Ringer als „Cantus firmus“ bezeichnete Viertonmotiv findet sich bereits im Trio op. 1,1 zu Beginn des Scherzos.

### Zweiter Satz: Largo con espressione
Das ausdrucksstarke Largo des G-Dur-Trios zeichnet sich – zum ersten Mal in Beethovens Kammermusikschaffen – durch die gleichberechtigte Rolle aus, die Violine und Cello gegenüber dem Klavier einnehmen, nachdem die Vorreiterrolle noch in Joseph Haydns kammermusikalischen Werken dem Klavier zugedacht war. Das in der Medianttonart E-Dur sowie im 6/8-Takt gehaltene Largo ist in dreiteiliger Liedform konzipiert.
Bereits während seiner Ausbildung bei Johann Georg Albrechtsberger hatte Beethoven im Rahmen von Kontrapunktübungen den Anfang dieses Satzes skizziert.
Der Vortrag eines aus Terzen bestehenden Themas durch das Klavier, seine Wiederholung in den Streichern sowie die Gegenüberstellung eines zweiten, in zweifachem kleinem Sekundschritt aufsteigenden Themas im Mittelteil bilden die Grundlage für eine motivische Entwicklung.

### Dritter Satz: Allegro
Der kurz gehaltene dritte Satz enthält ein Trio in h-Moll.

### Vierter Satz: Presto
Der nicht auf ernste Entwicklung ausgerichtete, sondern eher heitere vierte Satz veranlasste Musikwissenschaftler Paul Bekker, diesen als Rondo zu bezeichnen, was nach Meinung von Ares Wolf einen – allerdings nicht unberechtigten – Irrtum darstellt. Die Heiterkeit des Satzes wird auch nicht von der Tatsache beeinträchtigt, dass das Finale konsequent den Vorgaben der Sonatensatzform folgt. Stattdessen wurde seine Virtuosität von Alexander Ringer gar mit einem »sommernächtlichen Spuk« verglichen.

## Wirkung
Die von Beethovens damaligem Wiener Lehrer Joseph Haydn geäußerten Bedenken, die Trios könnten das Wiener Publikum überfordern, stellten sich als unbegründet heraus. Mit den Verkaufszahlen der Trios verdiente Beethoven einen Betrag von über 700 Gulden.
Die Allgemeine musikalische Zeitung sah in den Trios sowohl »die fröhliche Jugend des Meisters« als auch dessen »spätere[n], tiefe[n] Ernst und die zarte Innigkeit« und bemerkte zwar »die Vorbilder der Mozart'schen Klavier-Quartette«, fand gleichwohl aber auch »B.s Eigenthümlichkeit und Selbstständigkeit unverkennbar«.

### Belege
- Harenberg Kulturführer Kammermusik. Brockhaus, Mannheim, 2008, ISBN 978-3-411-07093-0.
- Klaviertrios. In: Beethoven-Handbuch. Bärenreiter, Kassel 2009, ISBN 978-3-476-02153-3. S. 483–493.
- Lewis Lockwood: Beethoven: Seine Musik – Sein Leben. Metzler, 2009, ISBN 978-3-476-02231-8. S. 73f.

### Weiterführende Literatur
- Wolfgang Osthoff: Die langsamen Einleitungen in Beethovens Klaviertrios (op.1 Nr. 2, op. 121a, op. 70 Nr.2). In: Rudolf Bockholdt und Petra Weber-Bockholdt (Hrsg.): Beethovens Klaviertrios. Symposion München 1990. München 1992. S. 119–129.
- Alexander L. Ringer: 3 Klaviertrios in Es-Dur, G-Dur und c-Moll op.1 (zusammen mit dem Streichquintett c-Moll op. 104). In: Carl Dahlhaus, Albrecht Riethmüller und Alexander L. Ringer (Hrsg.): Beethoven – Interpretationen seiner Werke., 1994, Band 1, S. 1–20.